# Vlag van Boekel

vlag van de gemeente Boekel

De vlag van Boekel is op 28 juni 1963 vastgesteld als de gemeentelijke vlag van de Noord-Brabantse gemeente Boekel. De vlag is in het raadsbesluit als volgt beschreven:
Een blauw veld met daarover een naar beneden gerichte gele keper. De keper dient, bij een verhouding van hoogte : lengte = 11:7, 1/10 van de vlaglengte breed te zijn.
De toenmalige streekarchivaris J. Sluijters maakte het ontwerp van de vlag ter gelegenheid van het 650-jarig bestaan van het plaats. Hij vond de kerk uit het gemeentewapen te ingewikkeld om die in het ontwerp op te nemen en koos voor de letter V. Dit is de beginletter van Venhorst, in grootte de tweede woonkern in de gemeente. Bij de omschrijving van de vlag heeft men de letter als een wapenfiguur opgevat, in dit geval als een omgekeerde keper.
Volgens Sierksma was in 1962 nog geen ontwerp bekend.

## Verwante afbeeldingen

Wapen van Boekel

Alphen-Chaam · Altena · Asten · Baarle-Nassau · Bergeijk · Bergen op Zoom · Bernheze · Best · Bladel · Boekel · Boxtel · Breda · Cranendonck · Deurne · Dongen · Drimmelen · Eersel · Eindhoven · Etten-Leur · Geertruidenberg · Geldrop-Mierlo · Gemert-Bakel · Gilze en Rijen · Goirle · Halderberge · Heeze-Leende · Helmond · 's-Hertogenbosch · Heusden · Hilvarenbeek · Laarbeek · Land van Cuijk · Loon op Zand · Maashorst · Meierijstad · Moerdijk · Nuenen, Gerwen en Nederwetten · Oirschot · Oisterwijk · Oosterhout · Oss · Reusel-De Mierden · Roosendaal · Rucphen · Sint-Michielsgestel · Someren · Son en Breugel · Steenbergen · Tilburg · Valkenswaard · Veldhoven · Vught · Waalre · Waalwijk · Woensdrecht · Zundert